# 新堀 (新座市)
新堀（しんぼり）は、埼玉県新座市の町名。現行行政地名は新堀一丁目から三丁目。郵便番号は352-0032。

## 地理
埼玉県新座市西端部に位置する。北側は清瀬市上清戸及び中清戸、西側は清瀬市元町及び松山、南側は東久留米市小山及び氷川台と、周囲は同市内西堀と接する東側以外すべて東京都に囲まれており、清瀬駅のすぐ南東側に位置する。東西に細長い地域である。
二丁目と三丁目の境に沿っては西武池袋線の線路（東久留米駅-清瀬駅間）が通っている。

### 河川
- 野火止用水 ｰｰｰ 東久留米市とは一部野火止用水と併設された水道道路で市境をなしている。

## 歴史
- 1973年（昭和48年）7月1日 - 住居表示の実施に伴ない[4]、大字西堀および大字野火止の各一部より新堀一丁目〜三丁目が成立する[5]。

### 地名の由来
小字・新堀淵の名から。野火止用水からの新たな掘割、との意味も含むという。

## 世帯数と人口
2017年（平成29年）1月1日現在の世帯数と人口は以下の通りである。
| 丁目       | 世帯数    | 人口     |
| ---------- | --------- | -------- |
| 新堀一丁目 | 1,419世帯 | 3,346人  |
| 新堀二丁目 | 1,860世帯 | 3,895人  |
| 新堀三丁目 | 1,444世帯 | 2,815人  |
| 計         | 4,723世帯 | 10,056人 |

## 小・中学校の学区
市立小・中学校に通う場合、学区（校区）は以下の通りとなる。
| 丁目       | 番地 | 小学校             | 中学校             |
| ---------- | ---- | ------------------ | ------------------ |
| 新堀一丁目 | 全域 | 新座市立新堀小学校 | 新座市立第六中学校 |
| 新堀二丁目 | 全域 | 新座市立新堀小学校 | 新座市立第六中学校 |
| 新堀三丁目 | 全域 | 新座市立新堀小学校 | 新座市立第六中学校 |

## 交通

### 鉄道
| 隣接地域で利用可能な駅                         |
| ---------------------------------------------- |
| 西武池袋線 - 東久留米駅(SI 14) - 清瀬駅(SI 15) |

### 道路
- 東京都道・埼玉県道24号練馬所沢線
- 埼玉県道・東京都道40号さいたま東村山線支線 （新小金井街道）※東京都管理
- 水道道路

## 施設
1丁目
- 新座市役所西堀・新堀出張所
- 新座市立新堀小学校

2丁目
- 新堀保育園
- 新堀二丁目児童遊園
- 新堀二丁目第二児童遊園
- 乗泉寺新座別院

3丁目
- こばとの森幼稚園
- 新堀三丁目どんぐり公園